# Lakemore

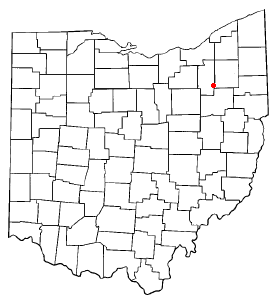
Wieś Lakemore w stanie Ohio

Lakemore – wieś w USA, w stanie Ohio, w hrabstwie Summit.
Według danych z 2000 roku wieś miała 2561 mieszkańców.